# Elionurus tristis
Elionurus tristis är en gräsart som beskrevs av Eduard Hackel. Elionurus tristis ingår i släktet Elionurus och familjen gräs.
Artens utbredningsområde är Madagaskar. Inga underarter finns listade i Catalogue of Life.